# Giuseppe D'Urso
Giuseppe D'Urso (né le 15 septembre 1969 à Catane) est un athlète italien spécialiste du 800 mètres. 

## Biographie
Vainqueur des Universiades d'été de 1991, Giuseppe D'Urso remporte en 1993 la médaille d'argent du 800 m des Championnats du monde de Stuttgart avec le temps de 1 min 44 s 86, s'inclinant face au Kényan Paul Ruto. En début de saison 1996, l'Italien se classe deuxième des Championnats d'Europe en salle de Stockholm, et établit à Rome la même année la meilleure performance de sa carrière sur 800 m en 1 min 43 s 95. 

## Palmarès
| Date | Compétition                    | Lieu      | Résultat | Discipline |
| ---- | ------------------------------ | --------- | -------- | ---------- |
| 1990 | Championnats d'Europe          | Split     | 7e       | 800 m      |
| 1991 | Universiade                    | Sheffield | 1er      | 800 m      |
| 1993 | Championnats du monde          | Stuttgart | 2e       | 800 m      |
| 1996 | Championnats d'Europe en salle | Stockholm | 2e       | 800 m      |
| 1997 | Jeux méditerranéens            | Bari      | 1er      | 800 m      |